# Pinus squamata
Pinus squamata X. W. Li – gatunek drzewa iglastego z rodziny sosnowatych (Pinaceae). Występuje w Chinach, na północy prowincji Junnan (powiat Qiaojia).

## Morfologia
PokrójKorona drzewa stożkowata.
PieńOsiąga przynajmniej 15–20 m wysokości.
LiścieZebrane po 4–5 na krótkopędach, wiotkie, opadające, o długości 9–17 cm, szerokości 0,8 mm.
SzyszkiSzyszki żeńskie długości 9 cm lub większej, zamknięte o szerokości 3–4 cm, osadzone na szypułce o długości 1 cm. Początkowo zielone, dojrzewając brązowieją. Nasiona małe, długości 4–5 mm, opatrzone skrzydełkiem o długości 16 mm.
Gatunki podobnePinus bungeana, Pinus gerardiana, Pinus rzedowskii.

## Biologia i ekologia
Drzewo szybko rosnące, wiatropylne. Jedna wiązka przewodząca w liściu, 3–5 kanałów żywicznych.
Występuje w górach, na wysokości ok. 2200 m n.p.m. Na stanowiskach towarzyszy Pinus yunnanensis.

## Systematyka
Gatunek odkryty został w kwietniu 1991 r. przez Pangzhao J. Q. i opisany w 1992 r. przez Li Xiang-Wang.
Pozycja gatunku w obrębie rodzaju Pinus:
- podrodzaj Strobus
  - sekcja Quinquefoliae
    - podsekcja Gerardianae
      - gatunek P. squamata

## Zagrożenia
Międzynarodowa organizacja IUCN przyznała temu gatunkowi kategorię zagrożenia CR (critically endangered), czyli jest gatunkiem krytycznie zagrożonym. Znany jest tylko z jednej populacji, liczącej ok. 20 drzew.